# C/1652 Y1
 C/1652 Y1 – kometa najprawdopodobniej jednopojawieniowa, którą można było obserwować gołym okiem w 1652 roku.

## Odkrycie i obserwacje komety
Kometa została zaobserwowana po raz pierwszy 17 grudnia 1652 roku w Kapsztadzie przez dowódcę holenderskiej wyprawy osadniczej, Jana van Riebeecka.

## Orbita komety
C/1652 Y1 porusza się po orbicie w kształcie zbliżonym do paraboli o mimośrodzie 1,0. Jej peryhelium znalazło się w odległości 0,85 j.a. od Słońca. Nachylenie jej orbity do ekliptyki wynosi 79,5˚. Kometa ta nie powróci najprawdopodobniej już nigdy w okolice Słońca.